# Ilaria Dallatana
Ilaria Dalla tana (Parma, 10 giugno 1966) è una dirigente d'azienda e imprenditrice italiana, direttrice di Rai 2 dal 18 febbraio 2016 al 12 ottobre 2017.

## Biografia
Laureata in Lettere moderne all'Università Cattolica di Milano, intraprende sin da subito la sua carriera nel mondo della comunicazione. Inizia con l'apprendistato nel reparto marketing di Reti Televisive Italiane.
In seguito dopo una breve parentesi lavorativa a Madrid, impegnata nella riorganizzazione di Telecinco, fa il suo ritorno in Italia lavorando presso le reti Mediaset come responsabile delle produzioni.
Fonda, poi, con Giorgio Gori e Francesca Canetta, Magnolia, società di produzione che importa in Italia famosi reality come L'isola dei famosi, L'eredità, SOS Tata.. Lascia la società nel 2014.
Il 18 febbraio 2016 viene nominata dal DG Rai, Antonio Campo Dall'Orto, direttrice di Rai 2: è la prima donna in tale ruolo nella storia della Rai. Sulla seconda rete, ha portato il fortunato format Il collegio. Nell'ottobre 2017 lascia l'incarico in Rai per motivi personali.
Nel luglio 2020, ancora insieme alla Canetta, fonda una nuova casa di produzione, la Blu Yazmine, che sarà acquisita quattro anni dopo da Eagle Pictures.